# علی‌محسنی
علی‌محسنی، روستایی از توابع بخش علامرودشت شهرستان لامرد در استان فارس ایران است.

## جمعیت
این روستا در دهستان خیرگو قرار دارد و براساس سرشماری مرکز آمار ایران در سال ۱۳۸۵، جمعیت آن ۳۳ نفر (۱۰خانوار) بوده‌است.